# Залус, Вольфганг
Вольфганг Вацлав Залус (нем. Wolfgang Václav Salus) (29 июня 1909 года, Прага — 5 марта 1953 года, Мюнхен) — чехословацкий троцкист и поэт немецкого происхождения, убитый в результате операции МГБ СССР.

## Биография
Родился в семье врача и писателя Хуго Залуса, дружил с этнографом и поэтом Францем Баерманом Штайнером. В 1924 году вступил в Союз молодых коммунистов, в 1927 году он посетил Москву в качестве делегата коммунистической молодежи. Там он вступил в контакт с Левой оппозицией.
С 1929 года по 1933 год он работал секретарем Троцкого на турецком острове Принкипо, а затем был председателем троцкистской группы в Праге, редактором журнала «Искра». После оккупации Чехословакии нацисты отправили его в концлагеря Освенцим и Бухенвальд, но ему удалось выжить.
В 1948 году после прихода к власти в Чехословакии коммунистов он покинул Чехословакию и принял участие в создании немецкой секции Четвёртого Интернационала в Мюнхене. В 1951 году он участвовал в создании левосоциалистической Независимой рабочей партии Германии, поддерживавшей титоистскую Югославию.
13 февраля 1953 года он был отравлен в Мюнхене медленно действующим ядом, от которого он умер в ночь с 4 на 5 марта 1953 года, так что первоначально предполагалось, что причиной смерти стала пневмония. Исполнителем был бывший офицер при нацистах Фрейтаг, который якобы случайно наступил на ногу Залусу ботинком с вмонтированным отравленным шипом. Об этом убийстве было подробно проинформировано руководство КПСС — Маленков, Берия, Молотов, Булганин, Хрущёв. В рапорте С. Д. Игнатьева от 08.03.1953, № 951/И говорилось о том, что Залус был отравлен агентом МГБ, всыпавшим Залусу специальный препарат, смерть от которого наступает через 10-12 дней. «Отравление Залуса не вызвало у противника каких-либо подозрений», — сообщалось в рапорте. Лишь в 1992 году расследование, проведенное журналисткой Наталией Геворкян, раскрыло истинные обстоятельства его смерти.